# Західний Логон
Західний Логон (фр. Logone Occidental, араб. منطقة لوقون الغربي) — адміністративний регіон  в Республіці Чад. Свою назву він отримав за і'мям річки Логон.
- Адміністративний центр - місто Мунду.
- Інші міста - Беной, Беїнамар.
- Площа - 9 000 км², населення - 683 293 особи (2009 рік).

## Географія
Регіон Західний Логон знаходиться в південній частині Чаду. Територіально відповідає колишній префектурі тієї ж назви. На заході межує з регіоном Західне Майо-Кебі, на півночі з регіоном Танджиле, на сході і півдні з регіоном Східний Логон.
У природно-кліматичному відношенні регіон Західний Логон лежить в зоні саван.

## Населення
Більше 90% мешканців регіону Західний Логон відносяться до народності сара.

## Адміністративний поділ
В адміністративному відношенні Західний Логон підрозділяється на 4 департаменту - Додже (складається з 4 підпрефектур), Гвен (4 підпрефектури), Лак-Вей (7 підпрефектури) та Нгуркосо (6 підпрефектури).